# نادي آليات الشرطة
نادي آليات الشرطة الرياضي هو نادي رياضي عراقي مقره في بغداد. تأسس فريق كرة القدم عام 1961 من قبل لجنة ألعاب الشرطة ، واستمرت مشاركته في بطولات كرة القدم العراقية الرسمية حتى عام 1974 عندما قدم الاتحاد العراقي نظام الأندية واستبدال فرق الشرطة المختلفة في الدوري العراقي بنادي الشرطة الرياضي. بعد ذلك واصل فريق آليات الشرطة المشاركة في مسابقات أخرى لفرق المؤسسات مثل دوري القوات المسلحة ودوري الشرطة وبطولة الأمن القومي وكأس وزير الداخلية. في عام 2017 منحت وزارة الشباب والرياضة إجازة تأسيس أولية لتأسيس نادي آليات الشرطة الرياضي وهو بطل دوري الدرجة الثانية العراقي. موسم 2024_2025 وبذلك تأهل إلى دوري الدرجة الأولى العراقي للموسم المقبل 2025_2026.

## مدربو الفريق عبر التاريخ
| التواريخ  | اسم             |
| --------- | --------------- |
| 1961–1973 | محمد نجيب كابان |
| 1973–1974 | شاكر اسماعيل    |
| 1983–1985 | صباح حاتم       |
| 1985–1986 | رياض نوري       |
| 1987–1988 | صباح اللعيبي    |
| 1988–1991 | حسن علاوي       |
| 1991–2003 | ناصر نومي       |
| 2017–2018 | عطا حسن         |
| 2018–2019 | كاظم يوسف       |
| 2019–2020 | مصطفى محمود     |
| 2021–2023 | كاظم يوسف       |
| 2023–2024 | مصطفى محمود     |
| 2024–     | أزهر طاهر       |

## الإنجازات
| يكتب   | منافسة                       | الألقاب | سنوات الفوز                         | الوصيف                     |
| ------ | ---------------------------- | ------- | ----------------------------------- | -------------------------- |
| وطني   | دوري المؤسسات - العراق       | 0       | -                                   | 1973–74                    |
| إقليمي | دوري المؤسسات - بغداد        | 4       | 1967–68، 1968–69 ، 1969–70، 1971–72 | 1964–65، 1970–71 ، 1972–73 |
| إقليمي | دوري المؤسسات الدرجة الثانية | 1       | 1962–63                             | -                          |
| إقليمي | دوري المؤسسات الدرجة الثالثة | 1       | 1961–62                             | -                          |
| إقليمي | كأس المثابرة - بغداد         | 0       | -                                   | 1965                       |
| إقليمي | دورة بغداد الخاصة            | 0       | -                                   | 1973                       |
| قاري   | دوري أبطال آسيا للنخبة       | 0       | -                                   | 1971                       |

## إحصائيات

### في المسابقات المحلية
| سنة     | دوري المؤسسات     | كأس بغداد     | كأس المثابرة  |
| ------- | ----------------- | ------------- | ------------- |
| 1961–62 | الفائز (الدرجة 3) | –             | لم يتأهل      |
| 1962–63 | الفائز (الدرجة 2) | –             | لم يتأهل      |
| 1963–64 | المركز السابع     | –             | لم يتأهل      |
| 1964–65 | المركز الثاني     | –             | المركز الثاني |
| 1965–66 | المركز الرابع     | –             | لم يتأهل      |
| 1966–67 | تم إلغاء الدوري   | –             | –             |
| 1967–68 | الفائز            | –             | –             |
| 1968–69 | الفائز            | –             | –             |
| 1969–70 | الفائز            | –             | –             |
| 1970–71 | المركز الثاني     | –             | –             |
| 1971–72 | الفائز            | –             | –             |
| 1972–73 | المركز الثاني     | –             | –             |
| 1973–74 | المركز الثاني     | الربع النهائي | –             |

### في البطولات الدولية
| المسابقة               | السجل | السجل | السجل | السجل | السجل  |
| المسابقة               | م     | ف     | ت     | خ     | فوز %  |
| ---------------------- | ----- | ----- | ----- | ----- | ------ |
| دوري أبطال آسيا للنخبة | 6     | 4     | 0     | 2     | 066٫67 |
| المجموع                | 6     | 4     | 0     | 2     | 066٫67 |